# Stigmatopora farinosa
Stigmatopora farinosa és una espècie de peix de la família dels singnàtids i de l'ordre dels singnatiformes.